# Satyrus leechi
Satyrus leechi är en fjärilsart som beskrevs av Grum-grshimailo 1890. Satyrus leechi ingår i släktet Satyrus och familjen praktfjärilar. Inga underarter finns listade.